# Türkiye Top 20
Türkiye Top 20 — официальный музыкальный хит-парад Турции, составляемый журналом Billboard Türkiye с ноября 2006 года. В него включаются только песни на иностранном (то есть не турецком) языке. До сентября 2009 года чарт выходил еженедельно, а после — ежемесячно 2009. Наибольшее количество недель (13) во главе чарта находилась песня Бритни Спирс «3».

## Наибольшее количество недель на 1 месте
- 13 недель

Бритни Спирс — «3»
- 10 недель

Бритни Спирс — «Circus» (2009)
Дэвид гетта ft. Келли Роуленд — «When Love Takes Over» (2009)
- 9 недель

Рианна — «Disturbia» (2008)
- 8 недель

Бритни Спирс — «Womanizer» (2008)

## Наибольшее количество хитов #1
1. Бритни Спирс (4) — «Womanizer», «Circus», «3», «Hold It Against Me»
2. Шакира (3) — «She Wolf», «Waka Waka», «Beautiful Liar»
2. Рианна (2) — «Don't Stop the Music», «Disturbia»